# Alejandro Puerto
Alejandro Puerto Díaz, (* 1. října 1964 v Pinar del Ríu, Kuba) je bývalý kubánský zápasník volnostylař, olympijský vítěz z roku 1992.

## Sportovní kariéra
Zápasení se věnoval od 12 let. Později se specializoval na volný styl pod vedení Juana Caballera. V roce 1982 se poprvé objevil v kubánské seniorské reprezentaci. V roce 1988 přišel kvůli kubánskému bojkotu o účast na olympijských hrách v Soulu. V roce 1990 se stal mistrem světa v bantamové váze. V roce 1992 startoval na olympijských hrách v Barceloně. Po postupu ze základní skupiny z prvního místa narazil ve finále na Bělorusa Sergeje Smala. Finále bylo zcela v jeho režii a zaslouženě získal zlatou olympijskou medaili. V roce 1996 startoval na olympijských hrách v Atlantě, ale formu optimálně nevyladil. Po těsné porážce v prvním kole od Šabana Trstena nečekaně brzy v turnaji skončil. Sportovní kariéru ukončil v roce 1997.

## Výsledky
| Turnaj            | 1985           | 1986           | 1987           | 1988           | 1989           | 1990           | 1991           | 1992           | 1993           | 1994           | 1995           | 1996           |
| Turnaj            | 21             | 22             | 23             | 24             | 25             | 26             | 27             | 28             | 29             | 30             | 31             | 32             |
| Turnaj            | bantamová váha | bantamová váha | bantamová váha | bantamová váha | bantamová váha | bantamová váha | bantamová váha | bantamová váha | bantamová váha | bantamová váha | bantamová váha | bantamová váha |
| ----------------- | -------------- | -------------- | -------------- | -------------- | -------------- | -------------- | -------------- | -------------- | -------------- | -------------- | -------------- | -------------- |
| Olympijské hry    |                |                |                | —              |                |                |                | 1.             |                |                |                | 15.            |
| Mistrovství světa | 6.             | 4.             | —              |                | 8.             | 1.             | —              |                | —              | 1.             | 14.            |                |